# Una storia semplice (singolo)
Una storia semplice è una canzone del gruppo musicale italiano Negramaro, terzo singolo estratto dall'omonimo album, pubblicato l'8 marzo 2013.

## Descrizione
(I Negramaro sul brano)
Il brano mischia il tipico sound pop/rock della band con un uso massiccio, specialmente nel bridge, del sintetizzatore. Nella versione della prima raccolta dei Negramaro, Una storia semplice, è presente una versione acustica del brano.
È stata incisa anche una versione strumentale in esclusiva per Sky Sport F1, per essere usata dal 2013 in tutte le varie clip di apertura e chiusura nonché nelle grafiche tecniche dei Gran Premi del Campionato mondiale di Formula 1, esclusiva della TV di Rupert Murdoch.

## Video musicale
Il video ufficiale per il brano è stato pubblicato in anteprima su Sky l'11 aprile 2013, anche se precedentemente, il 18 marzo, era già stato pubblicato un video non ufficiale della canzone, contenente video e immagini dei concerti e dei momenti passati della band. Il video è stato girato con la tecnica slow motion da Tiziano Russo.

## Tracce
CD promozionale
1. Una storia semplice – 3:34

Una storia semplice (The Remixes)
1. Una storia semplice (Andro.id Remix) – 3:49
2. Una storia semplice (Big Fish Remix) – 3:56
3. Una storia semplice (Pink Is Punk Remix) – 5:18

## Classifiche
| Classifica (2013)         | Posizione massima |
| ------------------------- | ----------------- |
| Italia (airplay)          | 32                |
| Italia (airplay italiana) | 10                |